# Platygaster compressa
Platygaster compressa är en stekelart som beskrevs av Fouts 1934. Platygaster compressa ingår i släktet Platygaster och familjen gallmyggesteklar. Inga underarter finns listade i Catalogue of Life.